# Mare de Zoui
Der Tümpel Mare de Zoui (arabisch بركة زوي) ist ein kleiner Süßwassersee im Tibesti-Gebirge. Er liegt bei Zouï etwa 10 km östlich von Bardaï, dem Hauptort der Provinz Tibesti im Norden des Tschad.

## Beschreibung
Eine Publikation beschreibt ihn als permanentes Gewässer, dessen Oberfläche einige Hektar beträgt. Sie gibt die Koordinaten mit 21° 20' N, 17° 05' E an und die Lage mit 10 km südlich von Bardaï. Online-Karten geben Koordinaten an, die auf eine Lage etwa 10 km östlich von Bardaï weisen. Satellitenaufnahmen der Gegend zeigen dort Vegetation, aber kein permanentes Gewässer. Während die Publikation die Höhenlage mit 600 m asl (above sea level) angibt, zeigen Online-Karten dort die Höhenlinie 1050 m.

## Hydrologie
Der Tümpel liegt im Enneri Bardagué (Enneri = Wadi, Trockental). Nach den sehr seltenen kräftigen Niederschlägen im Tibesti fließt Wasser durch das Tal, woraufhin sich für jeweils kurze Zeit der ansonsten ausgetrocknete Tümpel mit Wasser füllt.

## Ökologie
Der Tümpel wird gesäumt von Pflanzen der Gattung Phragmites und Typha, wahrscheinlich Phragmites australis und Typha capensis. Das Phytoplankton ist anscheinend vielfältig, aber nicht näher beschrieben. In Ufernähe wachsen Salvadora persica und Tamarix articulata; die Tamariske ist die dominantere Art und wächst bevorzugt am Talboden des Wadi. In den höheren Lagen wächst auch Acacia nilotica und vereinzelte Hyphaene thebaica.

## Belege
1. 1 2 3 4 5 6 7 8  
Länderinformation Tschad auf Ramsar Wetland (Memento vom 24. September 2012 im Internet Archive) (englisch, PDF; 173 kB)
2. 1 2  
mapcarta 83JG+4G
3. ↑  
openstreetmap 280837128
4. 1 2  
google maps @21.3282709,17.0761496,1725